# Sillingy
Sillingy – miejscowość i gmina we Francji, w regionie Owernia-Rodan-Alpy, w departamencie Górna Sabaudia.
Według danych na rok 1990 gminę zamieszkiwało 2116 osób, a gęstość zaludnienia wynosiła 143 osób/km² (wśród 2880 gmin regionu Rodan-Alpy Sillingy plasuje się na 411. miejscu pod względem liczby ludności, natomiast pod względem powierzchni na miejscu 783.).